# Richard Woodward
Richard Woodward (1726 - 12 mai 1794) est évêque de Cloyne dans l'Église d'Irlande et l'auteur d'une vigoureuse défense de l'ascendance protestante en Irlande.

## Origines et éducation
Richard Woodward est le fils de Francis Woodward, de Grimsbury, près de Bristol. Il fait ses études avec Josiah Tucker, le doyen de Gloucester, avant de fréquenter le Wadham College d'Oxford, où il obtient un baccalauréat en droit civil en 1749 et un doctorat en droit civil en 1759.

## Carrière
Entre 1764 et 1781, Woodward est doyen de Clogher et entre 1772 et 1778, il est chancelier de la cathédrale Saint-Patrick de Dublin. En mai 1778, il échange ce dernier poste contre le presbytère de Louth. En 1781, il devient évêque de Cloyne, consacré le 4 février 1781 à la cathédrale Christ Church de Dublin par l'archevêque de Dublin et les évêques d'Ossory et de Clonfert. Il continue à servir comme évêque de Cloyne jusqu'à sa mort le 12 mai 1794.

## Œuvres et écrits
L'ouvrage le plus connu de Richard Woodward est L'état actuel de l'Église d'Irlande, contenant une description de sa situation précaire [sic] ; et le danger qui en résulte pour le public, recommandé à la considération sérieuse des amis de l'intérêt protestant, auquel sont jointes quelques réflexions sur l'impraticabilité d'une commutation appropriée des dîmes ; et un compte rendu général de l'origine et des progrès de l'insurrection à Munster (Dublin: W. Sleater 1787), dont le sujet est suffisamment défini dans son titre. C'est un pamphlet controversé qui rencontre le succès, avec sept éditions et « a démontré la force des arguments de l'auteur, par la violente inimitié qu'il a excitée contre lui chez tous les ennemis de l'Église ». La controverse et le succès peuvent s'expliquer en partie par des phrases telles que : « Je n'ai pas besoin de dire au propriétaire protestant que la sécurité de son titre dépend beaucoup (sinon entièrement) de l'ascendant protestant ; ou que la préservation de cet ascendant dépend entièrement d'un lien indissoluble entre les royaumes frères. »
Cependant, Richard Woodward ne peut pas être facilement qualifié de fanatique. Comme son mémorial dans les archives de son église cathédrale, « Il était un avocat éloquent et distingué à la Chambre des pairs pour l'abrogation des lois pénales catholiques romaines en 1782 ».
Woodward s'intéresse également vivement au sort des pauvres irlandais et, alors qu'il est doyen de Clogher, écrit à la fois An Argument in support of the Right of the Poor in Ireland to a national Provision (Dublin, 1772) et An Address to the Public on l'opportunité d'un plan régulier pour l'entretien et le gouvernement des pauvres (Dublin, 1775). Son mémorial enregistre qu'il planifie et est en 1773 le principal fondateur de la House of Industry de Dublin (en), une workhouse.
Selon John Wesley, qui assiste à un service dans l'église de Clogher en 1771, où « la congrégation était non seulement nombreuse, mais remarquablement bien élevée », Woodward est l'un des meilleurs prédicateurs qu'il ait entendus et « l'un des plus faciles à entendre, prédicateur naturel ».

## Famille
Le 3 octobre 1763, Woodward épouse Susanna (morte le 11 mai 1795), la fille de Richard Blake, de Bristol. Parmi leurs enfants, Richard (mort en 1828) entre également dans l'Église, devenant prébendier d'Inniscarra en 1798, et Mary (1767–1799) épouse l'hon. Charles Brodrick, archevêque de Cashel.